# Borj Sud
El Borj Sud (en árabe: برج الجنوب, romanizado: Burj al-Janub, literalmente: 'Fuerte/Torre del Sur') es un fuerte situado en la ciudad de Fez. Fue fundado en 1582 por la dinastía saadí, probablemente siguiendo el modelo de los fuertes portugueses de la época. Está situado en las colinas que dominan la ciudad antigua (Fes el Bali) desde el sur, al otro lado del valle de su fuerte hermano, el Borj Nord, en las colinas al norte de la ciudad. Hoy es un mirador popular de la ciudad antigua.

## Historia
Al igual que el Borj Nord, el fuerte fue construido en 1582 por orden del sultán saadí Ahmad al-Mansur. Los saadíes, cuya capital era Marrakech, habían enfrentado una notable resistencia a su gobierno en Fez y el fuerte es uno de varios que construyeron alrededor de la ciudad. Su objetivo era mantener bajo control a la población de Fes el Bali (la ciudad antigua) y, al mismo tiempo, defender la ciudad de ataques externos. En consecuencia, los fuertes se construyeron en posiciones dominantes con vistas a la ciudad, desde donde sus cañones podían bombardearla fácilmente si así lo deseaban. Los saadíes construyeron Borj Nord, Borj Sud y tres bastiones a lo largo de los muros sur y este de Fes Jdid, emulando la arquitectura militar portuguesa, como consecuencia de sus guerras para expulsar a los portugueses de Marruecos.  Su construcción fue probablemente ayudada por el trabajo y la experiencia de los prisioneros europeos capturados en la famosa Batalla de Alcazarquivir en 1578. Éstas son las primeras y posiblemente únicas fortificaciones de Fez diseñadas para la nueva era de la pólvora.